# 二の宮 (つくば市)
二の宮（にのみや）は茨城県つくば市の地名。現行行政地名は二の宮一丁目から二の宮四丁目。郵便番号は305-0051。

## 地理
つくば市の東部に位置し、筑波研究学園都市研究学園地区南部に位置する。主に住宅地として利用され、二丁目にはつくばを代表する公園の一つである洞峰公園、四丁目には市立二の宮小学校がある。
東は千現、西は小野崎・松野木、南は長峰・上原、北は東新井と接している。

## 歴史

### 沿革
- 1977年（昭和52年）　筑波郡谷田部町二の宮一丁目を新設
- 1978年（昭和53年）　筑波郡谷田部町二の宮二～四丁目を新設。
- 1987年（昭和62年）　新治郡桜村、筑波郡大穂町、豊里町と合併、市制施行により、つくば市二の宮一～四丁目となる。

### 町名の変遷
| 実施後       | 実施年月日                 | 実施前（各大字ともその一部） |
| ------------ | -------------------------- | --- |
| 二の宮一丁目 | 1977年（昭和52年）9月13日  | 大字小野崎字台山、大字倉掛字百堂 |
| 二の宮一丁目 | 1978年（昭和53年）2月10日  | 大字倉掛字谷向 |
| 二の宮一丁目 | 1978年（昭和53年）12月26日 | 大字小野崎字臺山・字台山・字臺山下・字台山下・字田向・字砂・字中臺・字中台・字今宮・字白畑、大字倉掛字百堂、大字倉掛字平土地・字谷向 |
| 二の宮二丁目 | 1978年（昭和53年）12月26日 | 大字小野崎字砂・字中台・字中臺・字戸ノ内・字戸の内・字戸内・字白畑                                                                   |
| 二の宮二丁目 | 1981年（昭和56年）4月30日  | 大字小野崎字戸の内、大字上原字所 |
| 二の宮三丁目 | 1978年（昭和53年）12月26日 | 大字小野崎字田向・字臺山・字臺山下・字台山・字今宮・字白簱・字白旗・字弥阿前・字白畑・字戸ノ内・字宮下・字宮山、大字松ノ木字北山     |
| 二の宮四丁目 | 1978年（昭和53年）12月26日 | 大字小野崎字宮下・字戸ノ内・字戸之内、大字松ノ木字北山・字宮本・字東山、大字上原字所・字古布田                                       |

## 世帯数と人口
2017年（平成29年）8月1日現在の世帯数と人口は以下の通りである。
| 丁目        | 世帯数    | 人口    |
| ----------- | --------- | ------- |
| 二の宮1丁目 | 1,121世帯 | 2,306人 |
| 二の宮2丁目 | 693世帯   | 1,374人 |
| 二の宮3丁目 | 598世帯   | 1,396人 |
| 二の宮4丁目 | 1,021世帯 | 2,567人 |
| 計          | 3,433世帯 | 7,643人 |

## 小・中学校の学区
市立小・中学校に通う場合、学区は以下の通りとなる。
| 番地 | 小学校       | 中学校         |
| ---- | ------------ | -------------- |
| 全域 | 二の宮小学校 | 谷田部東中学校 |

## 施設
- 二の宮保育所
- 二の宮幼稚園
- つくば市立二の宮小学校
- 二の宮児童館
- 二の宮交流センター
- 洞峰公園
- 二の宮公園
- 筑波銀行二の宮出張所
- コジマ学園都市店